# Hoplophanes
Genre
Hoplophanes est un genre de lépidoptères de la famille des Heliozelidae. Il a été décrit par l'entomologiste britannique Edward Meyrick en 1897,.

## Liste des espèces
- Hoplophanes acrozona (Meyrick, 1897)
- Hoplophanes aglaodora (Meyrick, 1897)
- Hoplophanes argochalca (Meyrick, 1897)
- Hoplophanes chalcolitha (Meyrick, 1897)
- Hoplophanes chalcopetala (Meyrick, 1897)
- Hoplophanes chalcophaedra (Turner, 1923)
- Hoplophanes chlorochrysa (Meyrick, 1897)
- Hoplophanes electritis (Meyrick, 1897)
- Hoplophanes haplochrysa (Meyrick, 1897)
- Hoplophanes hemiphragma (Meyrick, 1897)
- Hoplophanes heterospila (Meyrick, 1897)
- Hoplophanes lithocolleta (Turner, 1916)
- Hoplophanes monosema (Meyrick, 1897)
- Hoplophanes niphochalca (Meyrick, 1897)
- Hoplophanes panchalca (Meyrick, 1897)
- Hoplophanes peristera (Meyrick, 1897)
- Hoplophanes phaeochalca (Meyrick, 1897)
- Hoplophanes philomacha (Meyrick, 1897)
- Hoplophanes porphyropla (Meyrick, 1897)
- Hoplophanes semicuprea (Meyrick, 1897)
- Hoplophanes tritocosma (Meyrick, 1897)

## Statut inconnu
- Prophylactis memoranda (Meyrick, 1897)